# Gać (Warszawa)
Gać – dawna wieś ulicówka, współcześnie fragment południowo-zachodniej części warszawskiej dzielnicy Bielany. Według Miejskiego Systemu Informacji dawny obszar wsi odpowiada w przybliżeniu dzisiejszemu Radiowu.
Miejscowość nie figuruje w państwowym rejestrze nazw geograficznych, mimo że nadal wyraźny jest jej zarys wzdłuż ul. Arkuszowej do granicy miasta.

## Historia
W latach 1867–1951 wieś w gminie Młociny w powiecie warszawskim.
W 1921 roku Gać liczyła 356 mieszkańców. 
20 października 1933 utworzono gromadę Gać w granicach gminy Młociny, składającą się z wsi Gać, wsi Gać-Floriany i folwarku Opaleń.
Podczas II wojny światowej w Generalnym Gubernatorstwie, w dystrykcie warszawskim. W 1943 Gać (Radiowo) liczyła 710 mieszkańców.
15 maja 1951 gromadę – już pod nazwą Radiowo – włączono do Warszawy.